# 羞七夕魚
羞七夕魚（学名：Plesiops verecundus），又名羞鮗、七夕魚，为七夕魚科鮗屬下的一个种。